# 王璟 (高麗)
王璟（？—1259年），高丽王朝宗室。
王璟是高丽显宗的儿子平壤公王基六世孙，乐浪伯王瑛五世孙，承化伯王祯玄孙。祖父信安侯王珹、父亲桂城侯王沅。王璟封淸化侯，高丽高宗四十六年（1259年）王璟卒。王璟四子：承化侯王溫、永宁公王綧、丹阳伯王楈、司空王珽。